# Syria na Letnich Igrzyskach Olimpijskich 1992
Syrię na Letnich Igrzyskach Olimpijskich 1992 reprezentowało 8 zawodników (7 mężczyzn i 1 kobieta). Był to ósmy start reprezentacji Syrii na letnich igrzyskach olimpijskich.

## Reprezentanci

### Lekkoatletyka
Mężczyźni
| Zawodnik           | Konkurencja        | Eliminacje | Eliminacje | Ćwierćfinał | Ćwierćfinał | Półfinał | Półfinał | Finał   | Finał   |
| Zawodnik           | Konkurencja        | Wynik      | Miejsce    | Wynik       | Miejsce     | Wynik    | Miejsce  | Wynik   | Miejsce |
| ------------------ | ------------------ | ---------- | ---------- | ----------- | ----------- | -------- | -------- | ------- | ------- |
| Kheir El-Din Obeid | 110 m przez płotki | 14,23      | 32.        | NQ          | NQ          | NQ       | NQ       | NQ      | NQ      |
| Zeid Abou Hamed    | 400 m przez płotki | DNS        | DNS        | NQ          | NQ          | NQ       | NQ       | NQ      | NQ      |
| Moussa El-Hariri   | maraton            | —          | —          | —           | —           | —        | —        | 2:47:06 | 84.     |

Kobiety
Siedmiobój
| Zawodniczka  | Konkurencja | 100H  | HJ   | SP    | 200 m | LJ   | JT    | 800 m   | Wynik | Pozycja |
| ------------ | ----------- | ----- | ---- | ----- | ----- | ---- | ----- | ------- | ----- | ------- |
| Ghada Shouaa | Rezultat    | 16,62 | 1,64 | 12,24 | 25,44 | 5,88 | 44,40 | 2:24,30 | 5278  | 25.     |
| Ghada Shouaa | Punkty      | 640   | 783  | 677   | 847   | 813  | 752   | 766     | 5278  | 25.     |

### Pływanie
Mężczyźni
| Zawodnik        | Konkurencja            | Eliminacje | Eliminacje | Półfinał | Półfinał | Finał | Finał   |
| Zawodnik        | Konkurencja            | Czas       | Miejsce    | Czas     | Miejsce  | Czas  | Miejsce |
| --------------- | ---------------------- | ---------- | ---------- | -------- | -------- | ----- | ------- |
| Hicham El-Masry | 400 m stylem dowolnym  | 4:00,69    | 34.        | NQ       | NQ       | NQ    | NQ      |
| Hicham El-Masry | 1500 m stylem dowolnym | 15:54,41   | 22.        | NQ       | NQ       | NQ    | NQ      |

### Strzelectwo
Mężczyźni
| Zawodnik         | Konkurencja | Kwalifikacje | Kwalifikacje | Półfinał | Półfinał | Finał | Finał   |
| Zawodnik         | Konkurencja | Wynik        | Miejsce      | Wynik    | Miejsce  | Wynik | Miejsce |
| ---------------- | ----------- | ------------ | ------------ | -------- | -------- | ----- | ------- |
| Farid Kharboutly | skeet       | 144          | 33.          | NQ       | NQ       | NQ    | NQ      |

### Zapasy
Mężczyźni
Styl wolny
| Zawodnik       | Konkurencja | Runda I          | Runda II         | Runda III        | Runda IV         | Runda V          | Runda VI         | Finał/BM         | Finał/BM |
| Zawodnik       | Konkurencja | Przeciwnik Wynik | Przeciwnik Wynik | Przeciwnik Wynik | Przeciwnik Wynik | Przeciwnik Wynik | Przeciwnik Wynik | Przeciwnik Wynik | Pozycja  |
| -------------- | ----------- | ---------------- | ---------------- | ---------------- | ---------------- | ---------------- | ---------------- | ---------------- | -------- |
| Ahmad Al-Aosta | - 68 kg     | Wilson P 2-3     | Sartoro P 0-1    | NQ               | NQ               | NQ               | NQ               | NQ               | 22.      |

Styl klasyczny
| Zawodnik         | Konkurencja | Runda I          | Runda II              | Runda III        | Runda IV         | Runda V          | Runda VI         | Finał/BM         | Finał/BM |
| Zawodnik         | Konkurencja | Przeciwnik Wynik | Przeciwnik Wynik      | Przeciwnik Wynik | Przeciwnik Wynik | Przeciwnik Wynik | Przeciwnik Wynik | Przeciwnik Wynik | Pozycja  |
| ---------------- | ----------- | ---------------- | --------------------- | ---------------- | ---------------- | ---------------- | ---------------- | ---------------- | -------- |
| Mohamed Hassoun  | - 48 kg     | Yadav P 2-5      | Maenza P 0-15         | NQ               | NQ               | NQ               | NQ               | NQ               | 10.      |
| Chalid al-Faradż | - 52 kg     | Min G-g P 5-8    | Ter-Mykyrtczian P 1-4 | NQ               | NQ               | NQ               | NQ               | NQ               | 11.      |